# Settima Armata d'India (Almeida, 1505)
La Settima Armata d'India (pt 7.ª Armada da Índia) fu allestita nel 1505 per ordine del re Manuele I del Portogallo e posta sotto il comando di Don Francisco de Almeida, il primo viceré portoghese delle Indie. La spedizione si proponeva d'assicurare il dominio della marina portoghese sull'Oceano Indiano stabilendo una serie di fortezze costiere in località strategiche (Sofala, Kilwa, Anjediva, Cannanore) e sottomettendo le città percepite come minacce locali (Kilwa, Mombasa, Onore). Fu la più grande spedizione sino ad allora inviata dai portoghesi nel Subcontinente indiano e portò alla formale creazione dell'India portoghese (Estado da Índia).

## Antefatto

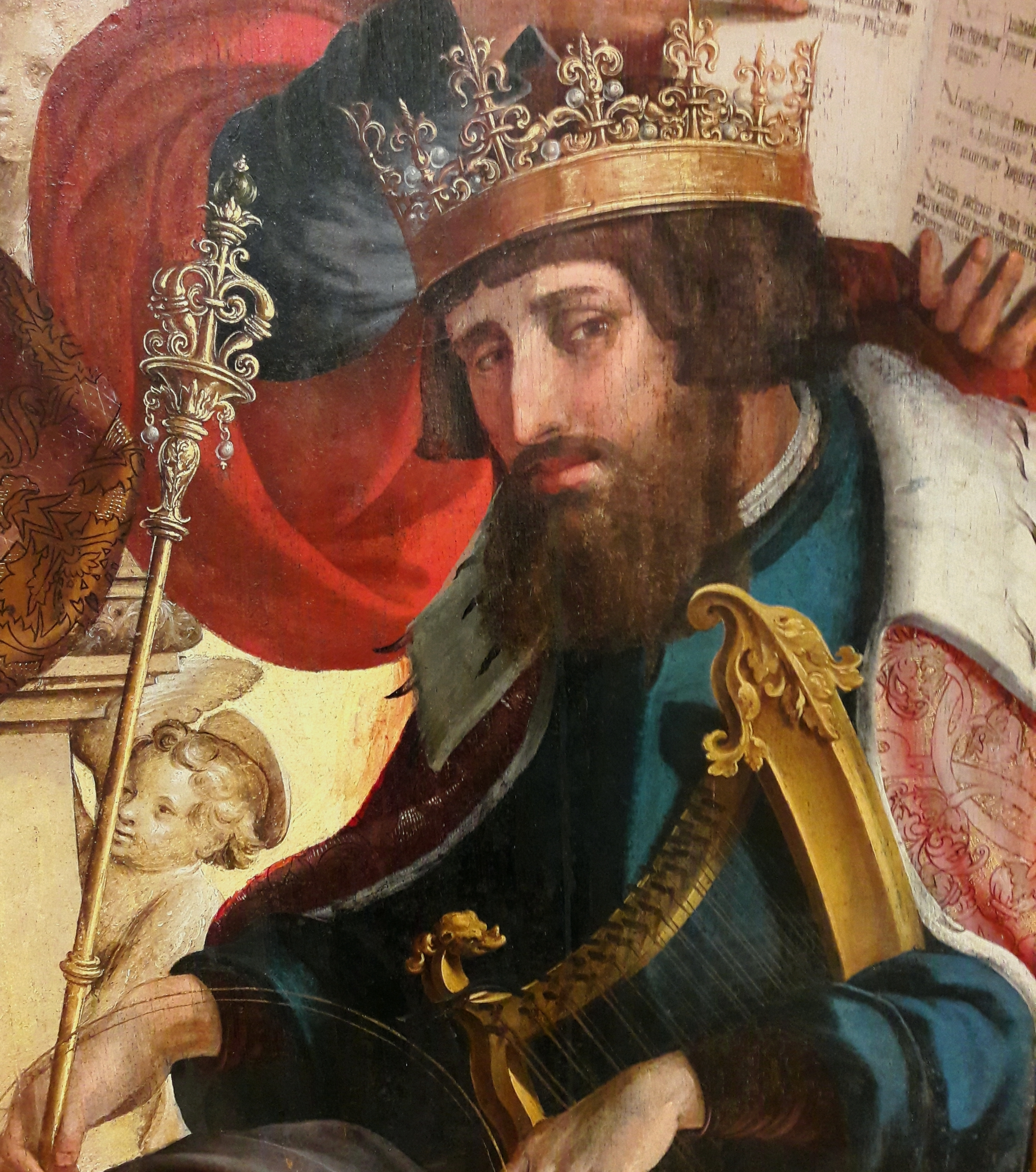
Manuele I del Portogallo nelle vesti di Re Davide, dettaglio della pala d'altare della Trinità di Lisbona, 1537 circa.
Animato da intenti di crociata, re Manuele impresse alla gestione degli affari indiani della Corona una svolta politico-militare radicale rispetto al mero sfruttamento economico prediletto dal cugino Giovanni.

Entro il 1504, la Corona portoghese aveva già inviato sei armate in India. Le spedizioni avevano aperto le ostilità con Kozhikode (Calecute/Calicut), il principale snodo del commercio del pepe del Kerala e Città-Stato dominante sulla costa del Malabar in India. Per contrastare il potere del governo Zamorin di Kozhikode, i portoghesi avevano stretto alleanze e fondato feitoria in tre stati costieri rivali più piccoli, Kochi (Cochim), Cannanore (Canonor) e Kollam (Coulão, Qilon).
Quando le armate portoghesi stazionavano in India (da agosto a gennaio), la posizione lusitana nel Subcontinente era sicura: la flotta di Kozhikode non poteva infatti competere con la superiore tecnologia navale ed artiglieria portoghese. Nei mesi primaverili ed estivi, quando l'armata era assente, le feitoria erano invece molto vulnerabili: gli eserciti dello Zamorin di Kozhikode avevano quasi invaso Kochi due volte. La Quinta Armata d'India (Albuquerque, 1503) aveva eretto una piccola fortezza in legno a Kochi per difendere la feitorias: il "Forte Sant'Iago", presto ribattezzato "Forte Manuele". La Sesta Armata d'India (Albergaria, 1504) aveva lasciato una guarnigione portoghese più grande e una piccola pattuglia costiera per molestare Kozhikode e proteggere le città alleate ma ciò era insufficiente contro uno Zamorin che poteva radunare un esercito di decine di migliaia d'uomini. Certo l'armata di Kozhikode era stata umiliata nella battaglia di Kochi (1504) ma il rischio di un secondo attacco era altissimo.
Lo Zamorin si rese presto conto dell'urgenza di correggere lo squilibrio nella potenza navale e dei cannoni. Si rivolse allora ai suoi vecchi soci nel commercio delle spezie: i veneziani gl'inviarono un paio di ingegneri militari per aiutarlo a forgiare cannoni europei mentre gli ottomani gli spedirono moderne armi da fuoco. Il fattore critico della mancanza d'una flotta permaneva e l'unico potentato musulmano prossimo allo Zamorin capace di fornirla era il sultanato mamelucco d'Egitto con i suoi arsenali nel Mar Rosso: es. Gedda. Nonostante le suppliche dello Zamorin, di Venezia, del Sultanato degli Agiuran e della comunità mercantile araba d'oltremare, il Mamelucco fu lento a reagire alla minaccia portoghese nell'Oceano Indiano e agì solo nel 1503-1504, quando i suoi tesorieri riferirono il danno al tesoro egiziano provocato dai portoghesi (diminuzione delle entrate da dazi doganali sul commercio delle spezie e sul traffico dei pellegrini). Iniziarono così preparativi segreti per la costruzione d'una flotta della coalizione anti-portoghese nei porti mamelucchi.
Nel settembre/ottobre 1504 (o forse 1503), il sultano mamelucco Qansuh al-Ghuri inviò un'ambasciata a Roma per bocca del Gran Priore del Monastero di Santa Caterina (Egitto) chiedendo con rabbia che il Papa Giulio II frenasse i portoghesi altrimenti lui avrebbe inflitto ai pellegrini cristiani in Terra santa il trattamento riservato dai lusitani ai pellegrini musulmani diretti a La Mecca. La minaccia fu inoltrata a Lisbona dal preoccupato pontefice ma servì solo ad avvertire il re Manuele I del Portogallo che il gigante mamelucco addormentato era stato svegliato e che incombeva una minaccia tale per cui era obbligatorio per i portoghesi garantire la loro posizione nell'Oceano Indiano prima che fosse troppo tardi.
La posizione portoghese era davvero precaria, non solo in India ma anche nell'Africa orientale. L'unico vecchio alleato affidabile africano era Malindi (Melinde) ma le tappe per raggiungerlo erano deboli. La potente città-stato di Kilwa (Quíloa) dominava la costa dell'Africa orientale ed era intrinsecamente ostile agli intrusi portoghesi, seppur sino ad allora si fosse trattenuta temendo rappresaglie: era stato costretto a pagare un tributo già da Vasco da Gama nel 1502. Se una potente flotta musulmana avesse sfidato i portoghesi nell'Oceano Indiano, Kilwa sarebbe stata pronta a cogliere l'occasione. Come presunto signore della costa swahili, Kilwa poteva chiudere tutti i punti di sosta portoghesi nell'Africa orientale, compresa l'importantissima Isola di Mozambico (tappa fondamentale dopo la traversata del Capo di Buona Speranza) e l'isola-porto di Sofala (snodo del commercio dell'oro dell'Impero di Monomotapa che i portoghesi stavano cercando di sfruttare). Mombasa (Mombaça) sarebbe poi stata felice d'invadere la rivale Malindi, privando i portoghesi del loro unico alleato nella regione.
La spedizione di Almeida aveva quindi il duplice obiettivo di assicurare la posizione portoghese in India contro Kozhikode e in Africa orientale contro Kilwa, prima che la coalizione guidata dai mamelucchi terminasse la costruzione della flotta.

## Nomina di Almeida

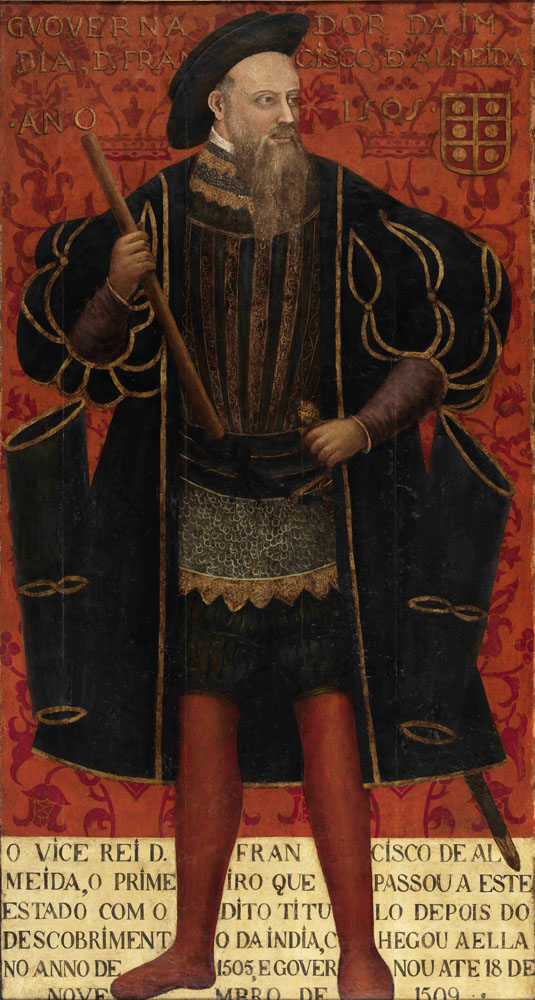
D. Francisco de Almeida (ritratto postumo - c. 1545)
Rampollo d'una nobile famiglia portoghese, gli Almeida, fu il primo Viceré delle Indie ed il fondatore dell'India portoghese (Estado da Índia). Con la sua vittoria contro i Mamelucchi nella Battaglia di Diu, garantì la supremazia portoghese nell'Oceano Indiano.

A differenza di tutte le armate che l'avevano preceduta, la Settima avrebbe dovuto creare il Vicereame portoghese in India. Questa era stata un'idea di lunga e controversa gestazione alla corte portoghese. Quando re Giovanni II (regno 1481-1495) pianificò la creazione della rotta per l'India, lo fece in termini di arricchimento personale. Monarca ambizioso e accentratore, Giovanni II vedeva la ricchezza come un mezzo per spezzare la dipendenza della corona dalla nobiltà feudale e concentrare il potere nelle mani del re. Il commercio delle spezie era semplicemente un mezzo per alimentare il tesoro reale. Il successore di Giovanni II, Manuele I (regno 1495-1521), era un sovrano più tradizionale, felice della compagnia dei suoi nobili, con una visione più medievale del suo mandato di monarca che includeva l'ansia di diffondere la religione e promuovere la "guerra santa".
Per i primi anni del regno di Manuele, le spedizioni indiane erano state in gran parte gestite dal partito "pragmatico" della Corte, erede della visione politica di Giovanni II secondo cui la spedizione era anzitutto un'impresa commerciale. Il successo delle prime armadas aveva però attirato le attenzioni delle altre fazioni cortigiane: es. i "medievalisti", in particolare Duarte Galvão, volevano vestire le spedizioni oceaniche del manto crociato, intendendole come l'apertura di un nuovo fronte di guerra contro l'Islam all'insegna dell'antica reconquista. Galvão azzardò addirittura la possibilità da parte di Manuele di conquistare Gerusalemme e financo la Mecca. I vecchi pragmatici di corte (es. D. Diogo Lobo, barone di Alvito, il potente vedor da fazenda) naturalmente esitarono alla prospettiva di trasformare la loro redditizia impresa in una donchisciottesca guerra santa trans-oceanica e lottarono duramente per impedire che le armate indiane venissero piegate ai disegni di Galvão e compagni.
La decisione d'istituire un Viceré delle Indie che sovrintendesse tutti gli stabilimenti portoghesi nell'Oceano Indiano era stata concepita già nel 1503 e rappresentava una delle vittoria dei "medievalisti". Annunciò infatti che i portoghesi non si sarebbero più contentati di commerciare spezie ma che avrebbero stabilito uno stato cristiano orientale per diffondere la religione, stringere alleanze e guidare la guerra santa al "fianco orientale" dell'Islam. Nella visione di Manuele e Galvão, l'offensiva cristiana su due fronti avrebbe potuto convergere sulla Terra Santa e non a caso il re riprese le spedizioni contro il Marocco (Agadir, Mogador,ecc.) e cioè il "fianco occidentale" dell'Islam.
Il primo viceré e comandante della Settima Armata fu designato nel 1504 nella persona di Tristão da Cunha. Uno dei Grandi del Portogallo, cortigiano e consigliere di Manuele I, Cunha aveva già partecipato all'equipaggiamento delle precedenti armate ed era quindi un candidato ben visto da entrambi gli schieramenti a corte. Purtroppo, all'inizio del 1505 un'affezione alla vista lo rese temporaneamente cieco e di conseguenza, la scelta per il suo sostituto cadde su Francisco de Almeida.
D. Francisco de Almeida era un figlio cadetto di D. Lopo de Almeida, conte di Abrantes. Gli Almeida erano stati tra gli avversari più potenti, risoluti e accesi di Manuele I nonché i principali sostenitori del suo rivale al trono, Giorgio di Lencastre. Francisco era sempre stato una pecora nera degli Almeida: in gioventù, entrò in almeno due cospirazioni contro re Giovanni II a cui erano devoti gli Almeida e fu persino esiliato per un periodo. La lealtà ambivalente di Francisco de Almeida potrebbe essere stata considerata da Manuele come un'opportunità politica: coltivandone il cadetto, poteva attirare il resto della famiglia Almeida dalla sua parte o almeno indebolirne la opposizione. Francisco de Almeida, pieno di ambizione, sembrava disposto a tutto pur di ricevere l'incarico. Nel gennaio 1505, abbandonò scandalosamente l'Ordine di San Giacomo della Spada di Lencastre per l'Ordine del Cristo di Manuele e ricevette poco dopo la lettera di nomina a Viceré, il 27 febbraio 1505. Manuele I designò Almeida capitano maggiore della VII Armata con l'obbligo di rimanere in India per tre anni. Gli sarebbe stato permesso di assumere il titolo di "Viceré" solo dopo la costruzione di quattro fortezze della corona rispettivamente a Anjediva, Cannanore, Kochi e Kollam. Almeida delineò comunque al re un piano modesto, lontano da fantasie medievali: erigere alcune importanti fortezze costiere e insulari in posizioni strategiche, quel tanto che bastava per consentire alla marina portoghese di spaziare in lungo e in largo per l'Oceano Indiano, piuttosto che tentare rovinose conquiste territoriali di grandi dimensioni. Il re approvò il piano e scelse lui stesso le posizioni delle fortezze.
È a questo punto lecito chiedersi perché Vasco da Gama non sia stato considerato per la posizione. Gama era disponibile e, per lettera reale, aveva diritto a voce in capitolo in materia di Indie, quindi perché non sceglierlo come viceré? Apparentemente mera questione di tempo. Come Almeida, Gama era legato al partito di opposizione ed era stato lento nel passare al partito del re. Almeida era poi di lignaggio più illustre ed il patrocinio degli Almeida prometteva maggiori ritorni politici al re rispetto ai Gama. Il giudizio di Gama era poi in discussione a corte. La IV Armata da lui comandata in India nel 1502 non era stata un successo: non era riuscito a portare a miti consigli lo Zamorin e, cosa più eclatante, la pattuglia costiera che si era lasciata alle spalle al comando dello zio Vicente Sodré era quasi costata ai portoghesi la loro posizione in India. Seppur la colpa ricadesse sui fratelli Sodré per negligenza del dovere, la corte percepiva il fallimento della pattuglia come imputabile a Gama che aveva insistito per la nomina dei Sodré, era loro famiglio e loro superiore, e non poteva ignorarne del tutto i piani. Infine, Gama era distratto: stava ancora assicurando la sua presa sulla città concessagli di Sines e infastidiva il re a non finire, risultandogli ormai sgradito.

## La flotta

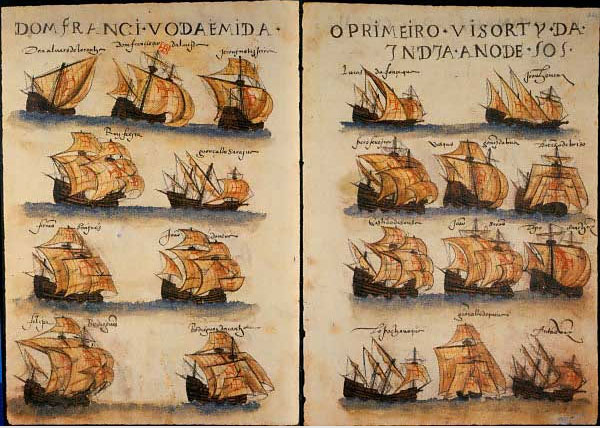
VII Armata d'India - ill. in Livro de Lisuarte de Abreu, c. 1565.

La VII Armata era la più grande armata portoghese inviata in India: 21 navi (o 22, se si conta separatamente la Bom Jesus - v.si tab. nel seguito), 1500 uomini armati e 1000 d'equipaggio.
Il seguente elenco non dovrebbe essere considerato autorevole in quanto provvisorio e compilato incrociando i dati dei vari resoconti, alcuni contrastanti.
C'è conflitto tra vari cronisti sulla composizione esatta, sui nomi delle navi e dei capitani: João de Barros riporta 22 navi e 20 capitani; Castanheda 15 caracche e 6 caravelle con 20 capitani; Gaspar Correia 8 caracche (nau), 6 navette (naveta), 6 caravelle e 21 capitani; la Relacão das Naos riporta 14 caracche, 6 caravelle e 22 capitani.
Le 11 grandi caracca (nau) erano navi di 300-400 t (o più), la maggior parte destinate al ritorno. Le piccole caracca (naveta) (150-250 t) e le caravelle (sotto le 100 t) erano destinate a rimanere nelle Indie con vari compiti di pattuglia.
C'è un po' di confusione sull'ammiraglia della flotta. La maggior parte delle fonti suggerisce che fosse il São Jerónimo ma alcuni sostengono che fosse il São Rafael. La confusione può essere causata dal fatto che Fernão Soares della São Rafael fu effettivamente designato come capitano maggiore (capitão-mor) della flotta di ritorno all'inizio del 1506. Nel viaggio di andata, sembra che il viceré Almeida fosse a bordo della São Jerónimo. Alcune fonti identificano l'ammiraglia come Bom Jesus ma poiché una nave con questo nome non è riportata nella maggior parte degli elenchi, potrebbe trattarsi d'un soprannome della São Jerónimo.
Alcuni nomi di navi compaiono nelle spedizioni indiane precedenti: il São Jeronimo, noto per essere una caracca di grande classe (400t o più), potrebbe essere l'ammiraglia di Gama nella IV Armata; la Flor de la Mar e la Lionarda erano veterane della stessa spedizione.
C'era una significativa partecipazione privata nella VII Armata. Almeno due delle navi, São Rafael e Lionarda, e molto probabilmente la stessa São Jerónimo erano di proprietà privata ed allestite da mercanti stranieri. I finanzieri tedeschi, rappresentanti delle potenti famiglie di mercanti d'argento di Augusta e Norimberga, avevano iniziato ad arrivare a Lisbona nel 1500, desiderosi di entrare nel commercio delle spezie portoghesi. Erano stati in gran parte tenuti fuori dalle flotte precedenti ma con la corona ora desiderosa di assemblare la più grande armata possibile per Almeida, i tedeschi si assicurarono gli agogniati contratti alla fine del 1504. Un consorzio di Welser e Vöhlin, rappresentato da Lucas Rem (arrivato a Lisbona alla fine del 1503), investì 20.000 cruzados nella spedizione. Un altro consorzio tedesco composto da Fugger, Hochstetter, Imhofs, Gossembrods e Hirschvogels ne investì 16.000. Un consorzio italiano, principalmente genovese, guidato dal finanziere fiorentino espatriato Bartolomeo Marchionni, investì 29.400 cruzados. Almeno una nave, probabilmente la Judia (in alternativa, forse la Botafago), era equipaggiata da un consorzio indigeno guidato dal mercante di Lisbona Fernão de Noronha (per errore di trascrizione, la Judia è talvolta registrata come India). I termini della partecipazione privata avrebbero generato contese. Gli investitori avevano il permesso della corona d'inviare propri fattori per acquistare spezie in India piuttosto che fare affidamento sul fattore reale. Il 1º gennaio 1505, dopo la firma dei contratti e la riscossione della maggior parte degli investimenti, re Manuele I emanò un decreto nel quale si richiedeva ai partecipanti privati, al ritorno, di vendere i loro carichi di spezie a prezzi fissi attraverso gli agenti del re, impedendone il libero mercato discrezionale: al netto della quota del re, della Belem vintena e degli altri dazi doganali applicabili, circa il 30% del valore del carico. Gli investitori aprirono una vertenza legale, sostenendo che il decreto non doveva applicarsi retroattivamente alla merce della VII Armata.
Il naufragio della Sant'Iago di Pêro de Anaia (a volte indicata come la Nunciá ) nel porto del Tago alla partenza spinse all'immediato assemblaggio di un'altra flotta di sei navi che partì un mese dopo. Sebbene non abbia mai raggiunto la flotta di Almeida, a volte è considerato parte di essa. Pêro de Anaia fu incaricato di erigere una fortezza a Sofala, e poi, trattenendo due navi per una pattuglia locale, di inviare le restanti quattro in India per mettersi al comando di D. Francisco de Almeida.
Infine, una terza piccola spedizione di due navi fu inviata da Lisbona nel settembre (o novembre) 1505 sotto il comando di Cide Barbudo. Era in una missione di ricerca e salvataggio per tre navi smarrite dalle precedenti armate in Sud Africa. Doveva controllare le fortezze esistenti nell'Oceano Indiano e consegnare lettere del re Manuele I al viceré Almeida con ulteriori istruzioni.
Quindi, nel complesso, 29 navi lasciarono il Portogallo nel 1505 per l'Oceano Indiano: 21 sotto Almeida, 6 sotto Anaia e 2 sotto Barbudo.

## La missione
La pesante missione della Settima era quindi assicurare permanentemente la posizione portoghese nell'Oceano Indiano, prima che l'imminente flotta della coalizione guidata dall'Egitto prendesse il mare. Ciò significava fare tutto il necessario per eliminare le principali minacce regionali al potere portoghese, in particolare le città-stato di Kozhikode in India e Kilwa in Africa. Allo stesso tempo, la flotta doveva supportare gli alleati portoghesi - Kochi, Canannore e Kollam in India, e Malindi e Sofala in Africa - e stabilire/presidiare forti in postazioni chiave (ad es. Angediva) per garantire la libertà d'operazione della marina portoghese nell'Indiano.
Come notato, Almeida ricevette incarichi come capitano maggiore dell'armata al momento della partenza, con il permesso di assumere il titolo di "Viceré delle Indie" (e relativi privilegi) solo all'erezione delle fortezze.
Ad accompagnare Almeida c'erano molti altri nobili, designati a servire come capitani delle fortezze da stabilire. Secondo le istruzioni di re Manuele I, i regimento, questi erano, nell'ordine: (i) Pêro de Anaia per il forte di Sofala, (ii) Pêro Ferreira Fogaça per il forte di Kilwa, (iii) Manuel Paçanha per il forte dell'isola di Anjediva e/o in altro luogo fortuito alla foce del Mar Rosso; (iv) D. Álvaro de Noronha per il forte già esistente di Kochi, (v) D. Lourenço de Brito per un forte da erigere a Kollam.
La flotta trasportava anche diversi funzionari per il governo centrale di Kochi. Il re fece in modo che un corpo di cento alabardieri fungesse da guardia personale del viceré, in gran parte per consentire ad Almeida di impressionare e eguagliare lo sfarzo cerimoniale dei principi indiani. Su richiesta di Almeida, Manuele nominò il dottore in legge Pêro Godins giurista (ouvidor) e consigliere legale di Almeida. Oltre ai segretari privati del viceré, il re decise, senza consultare Almeida, di nominare Gaspar Pereira segretario di stato dell'India portoghese (Secretário da Índia). L'autorità e le funzioni esatte del Segretario, tuttavia, non erano chiaramente definite, con il risultato che l'ambizioso Pereira avrebbe cercato di ritagliarsi una grande parte del governo dell'India per il suo ufficio, scontrandosi frequentemente con Almeida.
La Sesta Armata d'India (Albergaria, 1504) aveva lasciato Manuel Teles de Vasconcelos come capitano di una piccola pattuglia costiera indiana di tre (o quattro) navi. Le dieci navi più piccole (navetas e caravelle) in arrivo con la VII Armata dovevano essere distribuite tra l'Africa e l'India. All'insaputa di Almeida, il re diede a João da Nova (il vecchio ammiraglio galiziano della III Armata del 1501) l'incarico segreto di rilevare il comando della pattuglia costiera indiana da Manuel Teles. Ciò violava il diritto vicereale di Almeida di disporre di quella carica per un suo candidato: nella fattispecie, suo figlio Lourenço de Almeida che viaggiava con lui. Vasco Gomes de Abreu aveva l'incarico di guidare una pattuglia al largo di Capo Guardafui con istruzioni di depredare le navi arabe intorno alla foce del Mar Rosso e di vigilare sulla flotta egiziana.
La pattuglia indiana era incaricata di battere la costa indiana fino a Cambay e oltre offrendo protezione a qualsiasi sovrano disposto a pagarla tramite tributo. Le pattuglie dell'Africa orientale che operavano da Sofala e Kilwa dovevano depredare tutte le navi musulmane (eccetto di Malindi) e sequestrarne il carico, specialmente. d'oro, con la scusa della "guerra santa" generale tra musulmani e cristiani. Almeida aveva anche l'ordine di riscuotere il tributo annuale imposto nel 1502 a Kilwa e di attaccare la città in caso di rifiuto. Era anche, a differenza del suo predecessore, autorizzato a fare pace con lo Zamorin di Kozhikode ma solo se richiesto dal Trimumpara Raja di Kochi e solo a condizione che lo Zamorin espellesse tutti gli arabi espatriati (c.d. "Mori della Mecca") dal suo dominio.
Parte della spedizione era invece puramente commerciale: una corsa di spezie convenzionale. Le S. Jeronimo, S. Rafael, Lionarda, Judia e/o Botafogo, erano (almeno in parte) di proprietà e allestite da mercanti privati, le altre grandi naus di proprietà e allestite dalla reale Casa da India. In tutto, le undici grandi caracche (naus) che partivano con la Settima Armata dovevano tornare immediatamente. Almeida aveva istruzioni di organizzare il viaggio di ritorno delle navi mercantili in gruppi di tre, man mano che si riempivano di spezie. Fernão Soares, capitano della São Rafael, era già designato come capitano maggiore della prima flotta di ritorno.
Infine, Almeida fu incaricato d'iniziare a organizzare spedizioni "per scoprire Ceylon e Pegu e Malacca, e qualsiasi altro luogo e cosa di quelle parti".
Il naufragio della nave di Pêro de Anaia (Sant'Iago) alla foce del Tago al momento della partenza portò ad una leggera revisione dei piani. Una nuova flotta di sei navi sotto Anaia fu rapidamente assemblata e partì per Sofala separatamente, trasportando materiale per costruirvi una fortezza. Due di quelle navi sarebbero rimaste indietro nella pattuglia costiera africana sotto il figlio di Anaia, Francisco de Anaia, mentre le restanti quattro avrebbero raggiunto l'India per le spezie.
Infine, le navi di fine anno di Cide Barbudo e Pedro Quaresma, dopo aver condotto la loro missione di ricerca e salvataggio, dovevano controllare le fortezze e consegnare lettere con ulteriori istruzioni dal re ai capitani della fortezza e al viceré Almeida.

## Viaggio di andata
25 marzo 1505 – La VII Armata parte da Lisbona. La nave di Pêro de Anaia, la Sant'Iago, affonda alla foce del Tago e deve essere riportata nel porto di Lisbona. Piuttosto che aspettarne la riparazione, si permise ad Almeida di proseguire e s'organizzò una nuova squadra di sei navi sotto Anaia da far partire più tardi.
6 aprile 1505 – L'Armada doppia Capo Verde e fa una breve sosta a Petite Côte (Senegal) per rifornirsi. Sentendo dell'enorme flotta, un capo locale Wolof appare sulla riva con il suo entourage. João da Nova viene inviato a parlare con il re indigeno per assicurare carne bovina fresca ed altre forniture alla flotta.
25 aprile 1505 – Partendo dal Senegal, Almeida divide l'armata in due squaroni. Organizza uno squadrone veloce, composto da due naus, la Concepção di Sebastião de Sousa e lo sconosciuto legno di Lopo Sanchez, più cinque caravelle. Almeida nomina D. Manuel Paçanha (o Pessanha - un discendente del famoso ammiraglio luso-genovese) ammiraglio dello squadrone veloce sull'erronea supposizione che re Manuele avesse segretamente designato Paçanha come successore di Almeida. L'altro squadrone, più lento, guidato dallo stesso Almeida, comprendeva le altre 12 naus e la restante caravella (quella di Gonçalo de Paiva) che serviva come fanale di prua e ricognitore per le navi più lente.
4 maggio 1505 – Intorno all'Equatore, una delle navi dello squadrone di Almeida, la Bella (capitano Pêro Ferreira Fogaça) comincia ad affondare per una falla. L'equipaggio e il carico sono distribuiti tra le altre navi. Lo squadrone di Almeida è ora ridotto a 11 naus più la caravella di Gonçalo de Paiva. I due squadroni in mare in questa fase sono riassunti nella tabella seguente (fl = ammiraglia; tutti grandi naus, eccetto nta = naveta, cv = caravella)
18 maggio 1505 – Pêro de Anaia parte con una flotta di sei navi (3 naus, 3 caravelle) che può essere considerata come un III Squadrone della VII Armata, destinato a Sofala: v.si Spedizione portoghese a Sofala (1505)

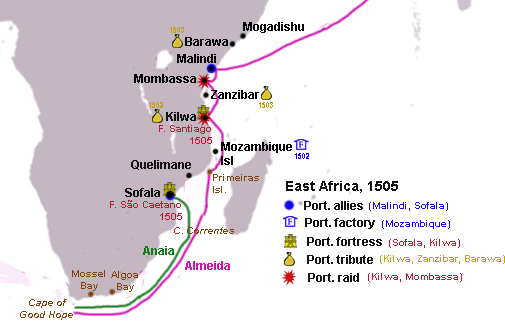
Rotta della VII Armata in Africa nel 1505; viola = flotta principale di D. Francisco de Almeida; verde = squadrone di Pêro de Anaia

26 giugno 1505 – Lo squadrone di Almeida doppia con qualche difficoltà il Capo di Buona Speranza, incontrando dall'altra parte una violenta tempesta, durante la quale alcune navi vengono separate. Procede nel Canale del Mozambico e attracca alle isole Primeiras (al largo di Angoche) dove ripara i suoi alberi e attende le navi scomparse del suo squadrone. Durante quest'interludio, Almeida invia la caravella di Gonçalo de Paiva alla feitorias sull'isola di Mozambico per raccogliere eventuali lettere lasciate da navi portoghesi di ritorno da precedenti spedizioni che potrebbero contenere le ultime notizie sulla situazione in India.
18 luglio 1505 – Dopo un paio di settimane di permanenza sui Primeiras, lo squadrone di Almeida viene ricomposto. Delle 12 navi ne mancano solo due navi: la Botafogo di Serrano e la São Gabriel di Vasco Gomes de Abreu. Privo di notizie su di loro, su Gonçalo de Paiva (ancora in missione in Mozambico) e sullo squadrone di Manuel Paçanha, il 18 luglio Almeida decide di proseguire e salpa verso nord. Costeggiando il Mozambico, Almeida invia la naveta di Fernão Bermudez sull'isola per controllare cosa sta ritardando Paiva, mentre procede con il resto della flotta verso Kilwa.
Lo squadrone di Manuel Pacanha è notevolmente meno fortunato nella traversata del Capo. Delle sette navi, solo tre riescono a stare insieme: la Conceipção di Sebastião de Sousa e le caravelle di Antão Vaz e Gonçalo Vaz de Goes. Le restanti quattro navi sono disperse. Il loro destino, come si scoprì in seguito, fu il seguente:
- la caravella di João Homem ha seguito un percorso molto ampio intorno al Capo e si è imbattuta in un piccolo gruppo sconosciuto di isole sudafricane (che ha prontamente chiamato "Santa Maria da Graça", "São Jorge" e "São João").[17] Poi, da qualche parte oltre il Capo (forse a Mossel Bay), Homem incontra la caravella di Lopo Chanoca e i due decidono di procedere insieme. Catturati dalle correnti veloci nel Canale del Mozambico, vengono rapidamente trascinati lungo la costa orientale dell'Africa (sorpassando tutti gli altri) in una piccola baia appena a sud di Malindi.[N 5] Decidono di fermarvisi per riparare le navi danneggiate e di proseguire via terra per Malindi ove riprendere contatto con la spedizione.[N 6]
- la caravella di Lopo Sanchez incontra un destino più tragico. Dopo aver attraversato il Capo, calcola male l'ingresso nel canale e si arena da qualche parte intorno a Capo Correntes. La nave è completamente in frantumi sulle secche. Lopo Sanchez ordina all'equipaggio di ricostruire la caravella ma circa la metà dell'equipaggio (60 uomini) si rifiuta di obbedire. Gli "avvocati del mare" tra loro sostengono che la perdita della caravella ha sciolto l'autorità del capitano sull'equipaggio e la nazionalità straniera (castigliana) di Sanchez non aiuta il suo caso. Il segmento ribelle dell'equipaggio decide di procedere via terra verso Sofala ma, privi di rifornimenti o indicazioni chiare, il loro viaggio è straziante: la maggior parte muore lungo la strada (per malattie, fame, esposizione e scontri con la gente del posto); un gruppo viene catturato e gettato in una prigione a Sofala ; un altro si fa strada verso la periferia di Quelimane. Nulla si sa dell'equipaggio rimasto con Sanchez a ricostruire la caravella. Si presume siano ripartiti e morti in mare.
- la caravella di Lucas da Fonseca (d'Affonseca) ha semplicemente perso l'orientamento durante la traversata del Capo. Nessuno è esattamente sicuro di dove si trovasse. Alla fine, trova la strada per Mozambico ma troppo tardi: il resto della VII Armata era già partito e i venti monsonici si sono invertiti per la stagione. Fonseca sarà costretta a fermarsi a Mozambico e ad attraversare l'anno successivo (1506) con le navi dirette a Sofala.

### Conquista di Kilwa e fondazione di Forte Sant'Iago

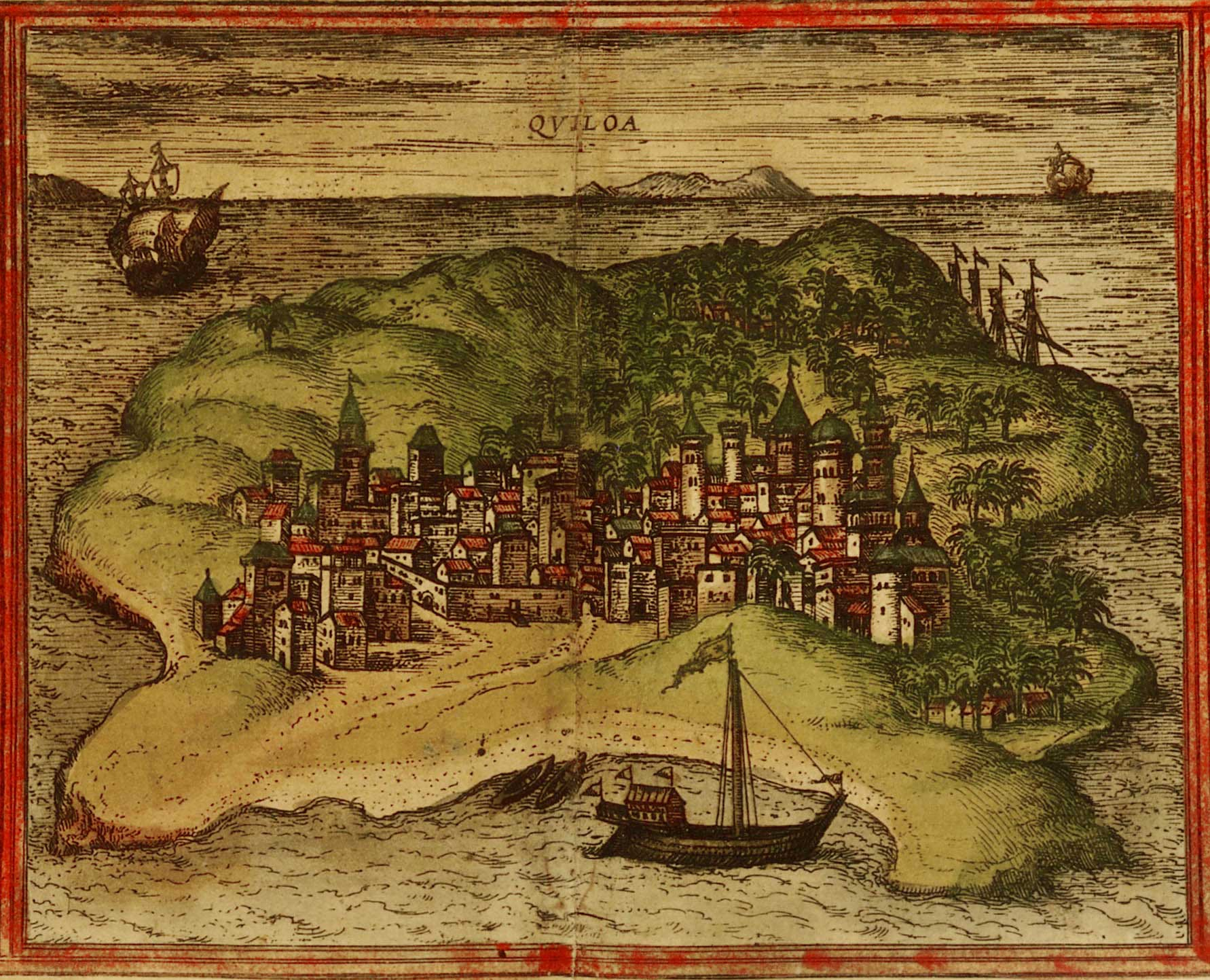
Kilwa Kisiwani (pt. Quíloa) - ill. in

23 luglio 1505 – Francisco de Almeida arriva sull'isola-stato di Kilwa (Quíloa) con solo otto navi. Prossimo a riscuotere il tributo annuale imposto nel 1502, Almeida spara una salva di saluto ma, non avendo ricevuto risposta per la cortesia, invia João da Nova ad indagare. Messaggi vengono scambiati tra Francisco de Almeida e il sovrano di Kilwa, l'emiro Ibrahim (Mir Habraemo), che sembra fare del suo meglio per evitare l'incontro. Alla fine, Almeida decide di attaccare la città. Almeida fa sbarcare 500 soldati portoghesi in due gruppi, uno sotto di sé e l'altro sotto il figlio Lourenço, sui due lati dell'isola e convergono sul palazzo dell'emiro. C'è poca opposizione: l'emiro fugge dalla città, insieme a buona parte dei suoi seguaci.
Almeida riorganizza l'accordo tra Kilwa ed il Portogallo. Poiché l'emiro Ibrahim era un ministro che aveva usurpato il trono del legittimo sultano al-Fudail (Alfudail), Almeida decide di sostituirlo con un sovrano di sua scelta. Opta per Muhammad ibn Rukn ad Din (Arcone o Anconi), un ricco nobile di Kilwa che in precedenza aveva promosso un'alleanza portoghese e più recentemente, durante lo scambio di messaggi, era entrato segretamente in contatto con João da Nova. Muhammad Arcone accetta l'incarico e accetta di onorare il tributo al Portogallo. Almeida produce persino una corona d'oro (destinata a Kochi) per condurre una cerimonia di incoronazione formale ma Arcone, privo di sangue reale, insiste nel nominare Muhammad ibn al-Fudail (Micante), figlio del defunto sultano assassinato dall'emiro, quale nuovo sovrano, sostenendo che lui deterrà il trono solo temporaneamente.
Soddisfatto, Almeida procede ad erigere una fortezza nella città che chiama Forte Sant'Iago (o São Thiago, ora Fort Gereza) il primo forte portoghese in Africa orientale. Almeida vi installa una guarnigione portoghese di 550 (metà dei suoi uomini?) al comando di Pêro Ferreira Fogaça (ex capitano della naufragata Bella), con Francisco Coutinho come magistrato. Fernão Cotrim viene nominato Fattore con istruzioni di fare il possibile per attingere al commercio interno dell'oro.
Mentre gli ultimi dettagli sono in fase di definizione a Kilwa, Gonçalo de Paiva e Fernão Bermudes arrivano finalmente dal loro viaggio a Mozambico portando lettere lasciate da Lopo Soares de Albergaria della VI Armata (viaggio di ritorno) con le ultime notizie sull'India. È probabilmente da queste lettere che Almeida apprende del recente attacco di Mombasa a Malindi, alleata dei portoghesi (1503), bloccato da Ravasco e Saldanha.
La Botafogo, data per scomparsa, arriva nel porto di Kilwa ma la São Gabriel di Abreu è ancora dispersa e non si hanno notizie dello squadrone di Manuel Paçanha.
Diffidando del tempismo dei monsoni, Almeida decide di voltare pagina. Lascia una copia del suo itinerario a Kilwa, cosicché le navi scomparse possano raggiungerlo, insieme ad istruzioni per Paçanha di lasciare una delle sue caravelle a Kilwa come pattuglia locale. Il resto della flotta lascia Kilwa l'8 agosto.

### Sacco di Mombasa

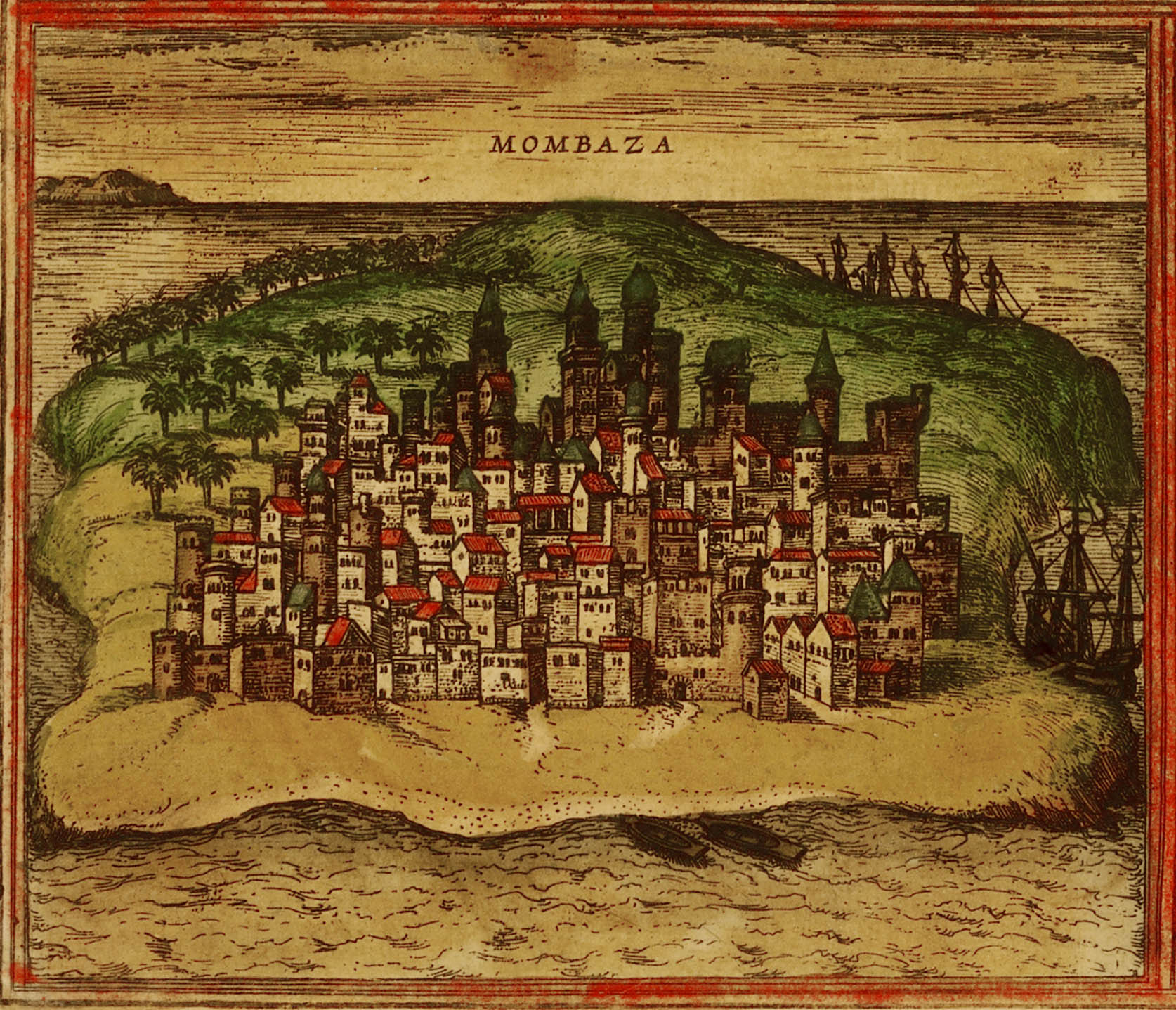
Mombasa (Mombaça) - ill. in (LT) Braun G e Hogenberg F, Civitates orbis terrarum, vol. 10, 1572.

13 agosto 1505 – La flotta di Almeida si ancora minacciosamente davanti all'isola-città di Mombasa (Mombaça), l'antica rivale di Malindi, alleata dei portoghesi. La caravella di Gonçalo de Paiva, uscita per sondare il porto, viene colpita dai cannoni di Mombasa (prob. recuperati da precedenti relitti di navi portoghesi) ma il fuoco di ritorno lusitano silenzia i cannoni.
Almeida invia un ultimatum a Mombasa, offrendo pace in cambio di vassallaggio e tributo al Portogallo. Questo viene respinto a priori, replicando che "i guerrieri di Mombasa non sono le galline di Kilwa". Avendo sentito dell'attacco a Kilwa, Mombasa aveva già mobilitato le sue forze e assoldato un gran numero di arcieri bantu dalla terraferma, già schierati intorno alla città, e ne attendeva altri. Almeida bombarda con scarso successo la città difesa e le incursioni portoghesi contro le banchine (guidata da Serrano) e sulla spiaggia centrale (guidata da Lourenço de Almeida) vengono respinte, provocando le prime vittime lusitane. Frustrato, Almeida escogita un diverso piano di attacco. All'alba del giorno successivo, il giovane Lourenço guida di nuovo una grande forza sulla spiaggia centrale, mentre contemporaneamente una forza più piccola, su una barca a remi, s'intrufola nel molo ed inizia razziarlo con gran rumore. Credendo in un ripetersi della strategia del giorno prima, i difensori di Mombasa convergono sulle presunte aree di scontro. Francisco de Almeida ne approfitta invece per sbarcare il grosso della sua forza d'assalto in una parte relativamente indifesa dell'isola-città.
A differenza di Kilwa, i Mombasani combatterono ferocemente nelle strette vie della loro città ma alla fine Almeida raggiunse e s'impadronì del palazzo del sultano, pur trovandolo vuoto. I combattimenti cessano poco dopo quando gli arcieri bantu iniziano a ritirarsi sulla terraferma e la popolazione insulare cerca di fuggire con loro. Un gran numero di persone viene abbattuto dal tiro dei moschetti e delle balestre dei portoghesi appollaiati su punti panoramici intorno al palazzo del sultano. Almeida concede allora alla truppa il saccheggio della città: circa 200 prigionieri, per lo più donne e bambini, vengono ridotti in schiavitù dai portoghesi. Sebbene il bottino sia abbondante, anche i portoghesi hanno subito perdite significative: almeno 5 sono morti e numerosi feriti. Tra gli uccisi ci sono Francisco de Sá (o Fernão Deça), capitano della caravella São Miguel e la sua nave passa così al cavalier Rodrigo Rabello (o Botelho).
Non intenzionato a mantenere su Mombasa il controllo tenuto su Kilwa, Almeida vi è però bloccato per un po' da venti difficili. Durante l'interludio, l'ultima nave rimasta dello squadrone di Almeida, la São Gabriel di Vasco Gomes de Abreu, entra faticosamente nel porto di Mombasa con un albero rotto ma persistono a mancare notizie dello squadrone Pacanha. Parallelamente, impossibilitato a visitare Malindi di persona, Almeida v'invia due capitani, Fernão Soares della São Rafael e Diogo Correia della Lionarda, per rendere omaggio al sultano e riferire del sacco di Mombasa. Al ritorno, le due navi portano non solo rifornimenti, congratulazioni e ricompense del Sultano di Malindi ma, con grande sorpresa di Almeida, anche Lopo Chanoca e João Homem, capitani di due delle caravelle della squadra di Paçanha che gli riferiscono di come furono trascinati in una baia vicino a Malindi e si diressero via terra alla città ove li avevano trovati i Soares e Correia. Almeida ordina che le due caravelle vengano prelevate dalla baia e unite alla sua squadriglia per la traversata dell'Oceano Indiano.
27 agosto 1505 – Non volendo attendere oltre il resto dello squadrone Paçanha, Almeida salpa per la traversata dell'Oceano Indiano con le 14 navi attualmente sotto il suo comando.

## Almeida in India

### Forte São Miguel di Anjediva

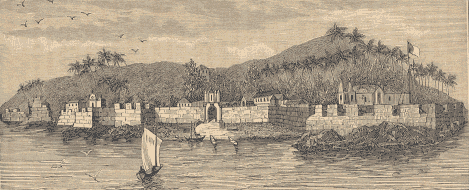
Anjediva (Angediva, Anjadip), c. 1865.

13 settembre 1505 – Almeida sbarca sulla costa indiana presso l'isola di Angediva (Anjadip). Come da ordini di Lisbona, inizia immediatamente la costruzione d'una fortezza sull'isola, Forte São Miguel di Angediva, principalmente con pietra locale e argilla. Erige anche la Chiesa di Nostra Signora delle Primavere (Nossa Senhora das Brotas) che contende alla chiesa eretta a Kochi il primato di primo tempio cattolico romano d'Asia.
Durante la costruzione, Almeida invia due caravelle al comando di João Homem lungo la costa a visitare le feitoria di Cannanore, Kochi e Kollam per annunciarci l'arrivo dell'Armada. Altre due caravelle, quelle di Gonçalo de Paiva e Rodrigo Rabello, vengono inviate in missione piratesca nelle vicinanze, per catturare qualsiasi nave diretta a Kozhikode.
L'isola di Anjediva si trovava alla frontiera tra i grandi stati rivali di Bijapur (musulmano) e Vijayanagar (indù): un'area pericolosa, disseminata di fortificazioni e pirati. Notando che un nuovo forte di confine veniva eretto sulla terraferma, Almeida invia uno squadrone ben armato al comando del figlio Lourenço per ispezionarlo e assicurarsi che non costituisse una minaccia per Forte São Miguel.
Questo gesto (e la notizia del destino di Kilwa e Mombasa) spinge i governatori di Cintacora e Honavar (Onor) a inviare rapidamente emissari ad Almeida ad Angediva, con doni e promesse di tregua con i portoghesi.

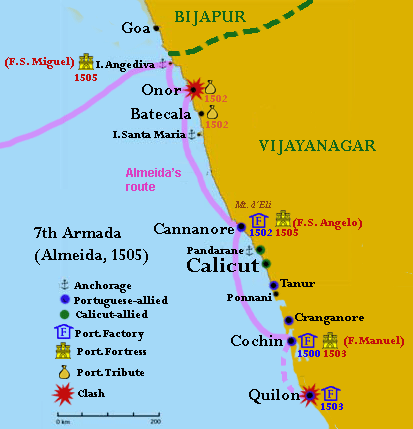
Rotta d'arrivo della VII Armata sulla costa del Malabar (India) nel 1505.

Fine settembre/inizio ottobre – Durante la costruzione del Forte São Miguel, il resto del Secondo Squadrone di Paçanha, ridotto alle sole Concepção di Sebastião de Sousa (trasportante Paçanha) e la caravella di Antão Vaz, raggiunge Angediva. Secondo le istruzioni che Almeida aveva lasciato a Kilwa, Paçanha vi aveva lasciato la sua terza nave, la caravella di Gonçalo Vaz de Goes, di pattuglia. Naturalmente Paçanha è felice di scoprire che due delle sue caravelle scomparse, quelle di Homem e Chanoca, sono al sicuro con Almeida ma non si hanno ancora notizie di Lopo Sanchez, incagliato vicino a Quelimane, e Lucas da Fonseca, ormai probabilmente al sicuro in Mozambico, impossibilitato alla traversata oceanica dal monsone.
Terminata l'erigenda, Almeida nomina Manuel Paçanha capitano del Forte São Miguel di Anjediva, con una guarnigione di 80 soldati, una galea e due brigantini (acquisiti localmente?) al comando di Serrano, e Duarte Pereira come fattore.

### Incursione su Onor
16 ottobre 1505 – Quando la flotta di Almeida parte da Angediva, decide di dare un'altra occhiata a Honavar (Onor), alla foce del fiume Sharavathi. Era la base del corsaro indù noto come Timoji che aveva causato qualche problema alle armate precedenti e che Almeida temeva potesse ancora causare problemi ad Anjediva. Almeida crede che i suoi sospetti siano confermati quando vede un numero significativo di navi arabe, insieme a quella di Timoji, nel porto di Onor. Almeida accusa i governanti di Onor di aver infranto la tregua e ordina un attacco alla città portuale. La resistenza è feroce ma i portoghesi riescono a saccheggiare e bruciare il porto e ad irrompere in città. Mentre si avvicinano al palazzo, il governatore implora la pace ed Almeida, rimasto ferito nella lotta, accetta. Il corsaro Timoji e il governatore di Onor, un vassallo dell'Impero di Vijayanagara, prestano giuramento di vassallaggio e promettono di non molestare i portoghesi ad Anjediva.

### Castel Sant'Angelo di Cannanore

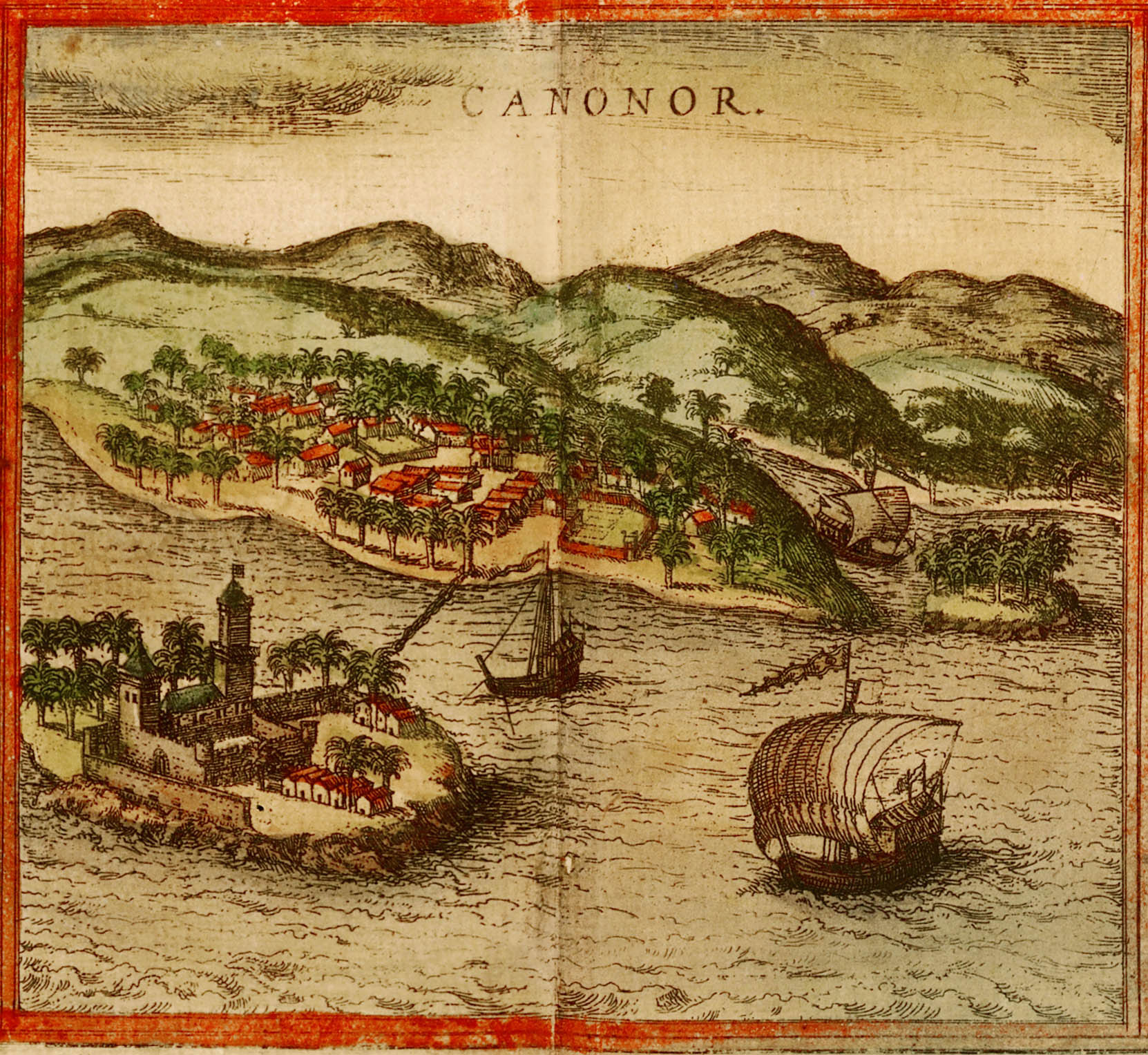
Kannur (Cannanore) - ill. in (LT) Braun G e Hogenberg F, Civitates orbis terrarum, vol. 10, 1572.

24 ottobre 1505 – Da Onor, Francisco Almeida naviga verso sud verso Cannanore e visita l'antica feitoria. Con l'assistenza del vecchio fattore Gonçalo Gil Barbosa, ottiene il permesso dal Raja Kolathiri di costruire un forte portoghese in città. Il momento esatto dell'erigenda è difficile da determinare. Ferguson suggerisce che fu iniziata subito dopo il loro arrivo nell'ottobre 1505 ma Correia afferma che fu iniziata solo nel maggio 1506. Come, secondo Góis, il regimento di Almeida non specificava in realtà la costruzione di un forte a Cannanore ma piuttosto di un forte a Kollam, è probabile che il permesso non sia stato richiesto fino a dopo gli eventi di Kollam descritti di seguito, cioè intorno al novembre 1505. Dopo il completamento del Forte Sant'Angelo di Cannanore, Almeida lo consegna al capitano pre-designato originariamente per Kollam, D. Lourenço de Brito (un alto nobile, apparentemente coppiere di re Manuele), e nomina un nuovo fattore, Lopo Cabreira, che sostituisce il longevo Gonçalo Gil Barbosa, e un nobile castigliano noto come 'Guadalajara' come magistrato (alcaide-mor) di Cannanore. Almeida lascia Brito con una guarnigione di 150 uomini e due navi pattuglia, le navetas di Rodrigo Rabello (la São Miguel?) e Fernão Bermudez.
Avendo eretto tre fortezze (Kilwa, Anjediva, Cannanore) come da mandato reale, D. Francisco de Almeida apre formalmente il sigillo sulle sue credenziali e assume il titolo di "Viceré delle Indie", inaugurando formalmente il suo mandato triennale come primo governatore dell'India portoghese. A Cannanore, Almeida riceve un'ambasciata da Narasimha Rao (chiamato Narsinga dai portoghesi), il sovrano dell'Impero di Vijayanagara (indù) dell'India meridionale, con una proposta di alleanza formale tra gli imperi portoghese e Vijayanagar che sarà cementata da un matrimonio reale. Avendo recentemente acquisito un piccolo tratto della costa del Malabar intorno a Bhatkal (Batecala), Narasimha Rao è probabilmente ansioso di assicurarsi che i portoghesi non molestino l'importazione di cavalli da guerra dall'Arabia e dalla Persia, essenziale per i suoi eserciti.

### Il massacro di Kollam
Ottobre 1505 – Mentre Almeida è impegnata a Onor e Cannanore, la caravella di João Homem arriva a Kollam nel bel mezzo di una lite tra il fattore portoghese locale António de Sá e i reggenti della città. De Sá aveva cercato inutilmente di persuadere le autorità di Kollam ad arrestare un gruppo di mercanti di spezie musulmani arrivati di recente da Kozhikode. Sopraggiunto Homem, de Sá lo convince rapidamente ad aiutarlo in un piano stravagante per salire a bordo delle navi musulmane in porto e abbattere i loro alberi e vele. Homem accetta prontamente e il piano viene rapidamente messo in atto, con grande sorpresa delle autorità di Kollam i cui ordini di non molestare le navi in porto sono stati sfacciatamente ignorati. Non appena Homem salpa da Kollam per tornare da Almeida, scoppia in città una rivolta anti-portoghese ed il personale della feitoria è costretto a barricarsi in una chiesa siriana che viene bruciata dalla folla con conseguente massacro dei portoghesi.
30 ottobre 1505 – Lasciata Cannanore, Almeida si dirige a Kochi ma all'arrivo riceve la drammatica notizia del massacro di Kollam e il ruolo giocato da Homem negli eventi. Furioso, Almeida degrada João Homem ed affida la sua caravella, la São Jorge, al nuovo capitano Nuno Vaz Pereira.
Sperando di ricucire i rapporti, Almeida invia immediatamente una spedizione a Kollam, tre nau e tre caravelle al comando del figlio Lourenço, per negoziare una risoluzione fingendo d'essere all'oscuro della tragedia. All'approssimarsi dello squadrone portoghese, Kollam raduna però le sue difese ed impedisce lo sbarco dei lusitani. Lourenço si limita a bombardare la città e a bruciare le navi mercantili (per lo più di proprietà di Kozhikode) alla fonda, dopodiché torna imbronciato a Kochi.
Kollam, sede di una delle tre principali feitoria ed alleata della Corona in India, è perduta. Un colpo tremendo, poiché Kollam, per la sua vicinanza a Ceylon e la sua collocazione geografica, aveva i migliori mercati delle spezie. C'è una forte probabilità che la costruzione di Forte Sant'Angelo a Cannanore (v. sopra) sia iniziata in questo momento della spedizione essendo Kollam, la destinazione originale del forte, non più opzionabile.

### Incoronazione a Kochi
Dicembre 1505 – Tornato a Kochi, Almeida vi rinforza Forte Sant'Iago (eretto nel 1503) e lo ribattezza "Forte Manuele" in onore del re, affidando la guarnigione a D. Álvaro de Noronha, il nuovo capitano di Kochi (in sostituzione di Manuel Telles de Vasconcelos, giuntovi con la VI Armata nel 1504). Poiché il vecchio fattore Diogo Fernandes Correia sta per tornare a Lisbona, Almeida eleva l'assistente di lunga data di Correia, Lourenço Moreno, a nuovo fattore di Kochi.
Almeida disponeva d'una corona d'oro inviata da Manuele I in dono al suo fedele alleato, il Raja Trimumpara di Kochi ma questi aveva ormai abdicato per anzianità, quindi Almeida la usa per incoronare il nuovo raja, chiamato da Barros Nambeadora ma probabilmente la stessa persona di Unni Goda Varda (Candagora) sciogliendo formalmente qualsiasi lealtà residua di Kochi verso lo Zamorin di Kozhikode.

## Anaia a Sofala, Forte São Caetano

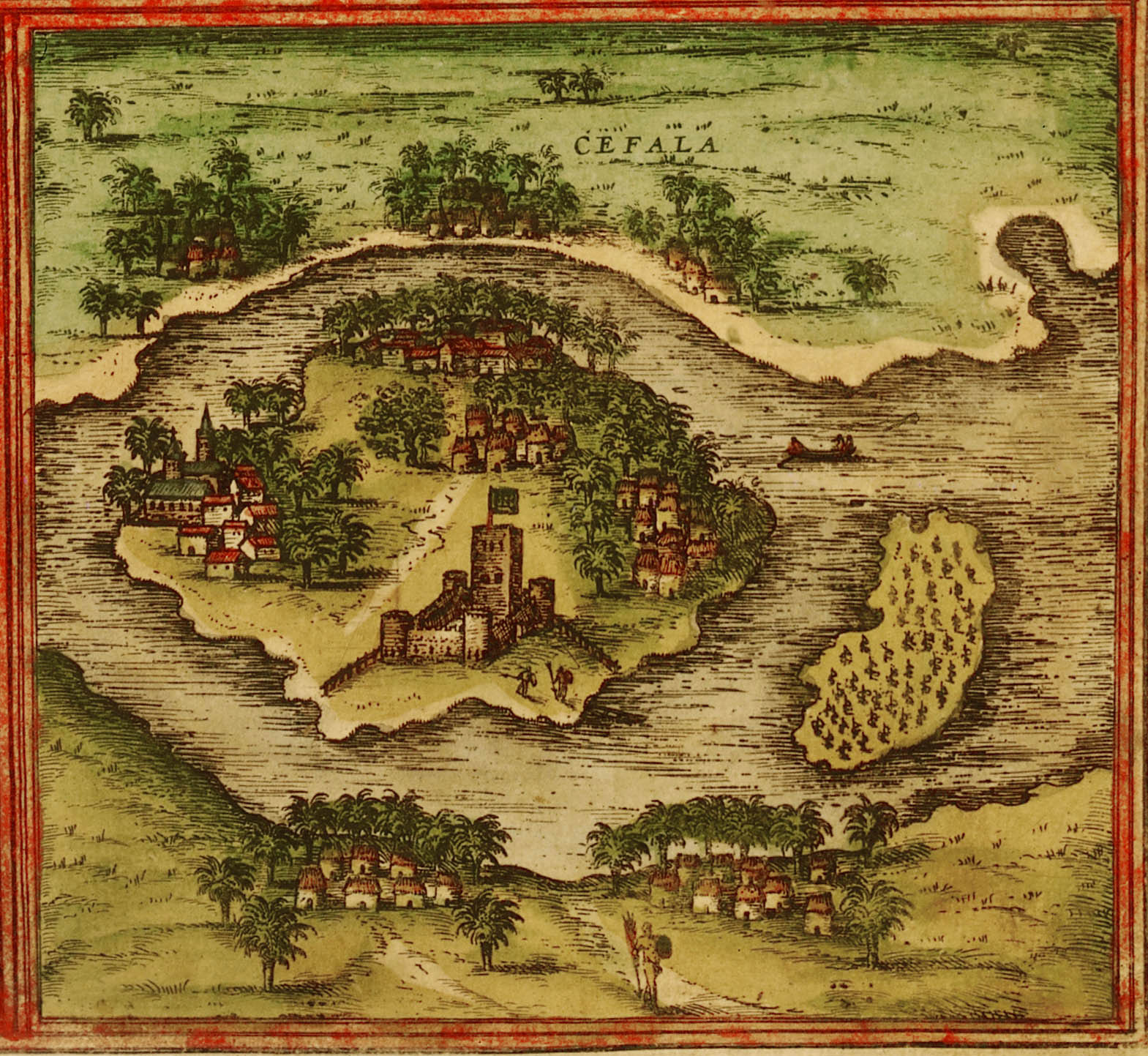
Sofala (Cefala) - ill. in (LT) Braun G e Hogenberg F, Civitates orbis terrarum, vol. 10, 1572.

Il 4 settembre 1505, la flotta di sei navi di Pêro de Anaia, il III Squadrone dell'Armata, doppiato il Capo con qualche difficoltà, getta l'ancora nel porto di Sofala. Una delle sue navi trova, vicino a Quelimane, cinque sopravvissuti mezzo morti affamati della caravella di Lopo Sanchez.
Anaia ottiene un'udienza con l'anziano sceicco cieco Isuf di Sofala (Yçuf in Barros; Çufe in Gois). Già vassallo del Sultanato di Kilwa, Isuf aveva cercato d'emanciparsene firmando un trattato commerciale nel 1502 con Gama al tempo della IV Armata. Anaia chiede il permesso di Isuf per stabilire una feitoria e una fortezza nella città.
La notizia degli attacchi di Almeida a Kilwa e Mombasa convincono Isuf che un destino simile potrebbe attendere Sofala se mostra riluttanza, quindi accetta l'accordo e come segno d'amicizia consegna ad Anaia altri venti portoghesi superstiti della caravella di Sanchez che aveva raccolto.
La costruzione del forte portoghese São Caetano a Sofala procede immediatamente. Secondo le loro credenziali, Pêro de Anaia assume il comando come 'capitano maggiore' del forte di Sofala e Manuel Fernandes (de Meireles?) come fattore.

## La missione di ricerca e salvataggio di Barbudo
Nel settembre (o novembre) 1505, le navi di Cide Barbudo (la nau Julioa) e Pedro Quaresma (una caravella dal nome incerto) lasciarono Lisbona portando lettere di istruzione del re per Anaia a Sofala e Almeida in India.
Prima di consegnare le lettere, al Barbudo e al Quaresma fu ordinato di condurre un'operazione di ricerca e salvataggio sulla costa sudafricana. Dovevano cercare tre navi scomparse delle prime armate perse intorno a Capo Correntes. In particolare: le navi di Francisco de Albuquerque e Nicolau Coelho, entrambe della V ArmaTa (1503), e la nave di Pêro de Mendonça della VI Armata (1504).
Le due navi di soccorso spesero i mesi successivi a perlustrare la costa sudafricana, dal Capo a Natal. Trovarono quello che sembrava lo scafo bruciato della nave di Pêro de Mendonça vicino a Mossel Bay ma nessun sopravvissuto. Non c'erano tracce delle altre due navi.

## Viaggio di ritorno
Come Viceré, Almeida restò in India per tre anni ma le grandi navi della sua Armada dovevano tornare a Lisbona cariche di spezie. Con la feitoria di Kollam ormai inagibile, i portoghesi si rifornirono a Cannanore e Kochi e dai pirati/contrabbandoieri locali.
Almeida ha dieci grandi nau in India, nove giunte con lui e una lasciata dalla VI Armata. Le istruzioni della Corona raccomandavano ad Almeida di rimandare indietro i natanti in gruppi di tre non appena caricate.
2 gennaio 1506 – la I Flotta di Ritorno salpa da Kochi. Sebbene ci sia qualche variazione nelle cronache, sembra che sia composta da cinque navi sotto il comando generale di Fernão Soares:
- 1. São Rafael – Fernão Soares
- 2. São Jerónimo – Rui Freire de Andrade
- 3. Judia – Antão Gonçalves
- 4. Concepção – Sebastião de Sousa
- 5. Botafogo – Manuel Telles de Vasconcelos

Tutte le navi sono affidate agli stessi capitani del viaggio d'andata ad eccezione della Botafogo, che viene assegnata al ex-capitano di Kochi, Manuel Telles. Il capitano originario della Botafogo, Serrano, rimane in India al comando di una caravella della pattuglia costiera. Si noti che di questa flotta, due navi sono di proprietà tedesca (São Rafael e São Jerónimo), una è di proprietà di Fernão de Loronha (prob. la Judia, in alternativa la Botafogo) e due sono di proprietà della Corona (Concepção e Botafogo/Judia – quella che Loronha non possiede).
21 gennaio 1506 – la II Flotta di Ritorno salpa da Cannanore. Tre navi sono al comando generale di Diogo Correia (Lionarda – la terza nave tedesca). Questa flotta sta riportando i due vecchi fattori, Gonçalo Gil Barbosa di Cannanore e Diogo Fernandes Correia di Kochi in patria.
- 6. Lionarda – Diogo Correia
- 7. Madalena – forse capitanata da Lopo de Deus; porta l'ex fattore Diogo Fernandes Correia
- 8. incerto (vecchia nau della VI Armata) – capitano incerto; trasporta l'ex fattore Gonçalo Gil Barbosa

Febbraio 1506 – la III Flotta di Ritorno, composta solo da due navi, salpa per il Portogallo con il rapporto ufficiale di D. Francisco de Almeida al re Manuele I e un cucciolo di elefante indiano.
- 9. São Gabriel – Vasco Gomes de Abreu
- 10. Flor de la Mar – João da Nova

Secondo le istruzioni ricevute alla partenza, sia Gomes de Abreu sia da Nova sarebbero dovuti rimanere in servizio di pattuglia. Almeida annullò l'incarico di Abreu di pattugliare il Mar Rosso perché impraticabile fino a quando non fosse stata stabilita una base portoghese permanente in quella zona. Circa da Nova, Almeida evidenziò che la sua nave, un colosso di 400 tonnellate o più, era inutile come nave di pattuglia: non sarebbe entrata nella laguna di Vembanad né nelle backwaters del Kerala. Almeida offrì ad Abreu e de Nova la possibilità di rimanere in India e di rispedire le loro navi sotto altri capitani ma entrambi decisero di tornare a Lisbona.
Almeida rimane con circa 9 o 10 piccoli natanti per la pattuglia costiera senza un capitano di lungo corso. Nella sua qualità di viceré, nomina pertanto l'energico figlio Lourenço capitão-mor do mar da India, lett. "Capitano maggiore dei mari dell'India".

### Arrivo a Lisbona
Le tre flotte di ritorno arrivano in tempi diversi e con alterne vicende a Lisbona nel 1506.
23 maggio 1506 – La I Flotta di Ritorno (Soares) arriva a Lisbona con grande scalpore, in parte per essere arrivata così rapidamente, in parte perché erano principalmente navi private ben caricate, generando molta corrispondenza con la Germania e l'Italia. Una delle navi, la Botafogo (Telles), separatasi in precedenza, arriverà in giugno. Un'altra nota significativa è che si dice questa flotta abbia tracciato una rotta di ritorno a est del Madagascar (ilha de São Lourenço), ricorrendo per la prima volta che alla c.d. "rotta esterna" dalle Indie Orientali e confermando la natura insulare del Madagascar la cui costa orientale fu avvistata per la prima volta.
15 novembre 1506 – La II Flotta di Ritorno (Correia) arriva a Lisbona. La Madalena (de Deus), è in ritardo per le riparazioni a Mozambico e arriverà solo nel gennaio 1507.
Dicembre 1506 – La III Flotta di Ritorno arriva a Lisbona. In realtà, solo la São Gabriel (Gomes de Abreu) con il rapporto ufficiale di Almeida e l'elefantino. La Flor de la Mar (da Nova) ha riscontrato problemi vicino a Zanzibar ove è stata costretta a sostare per otto mesi di riparazioni. Nova non tornerà a Lisbona ma sarà prelevata nel febbraio 1507 in Mozambico e annesso alla VIII Armata salpata da Lisbona nel 1506.
Naturalmente, tutte e tre le flotte di ritorno arrivano troppo tardi per influenzare l'equipaggiamento della successiva armata (VIII) che partì sotto Tristão da Cunha nell'aprile 1506. Questa spedizione mancherà l'appuntamento con il monsone e sarà costretta a svernare in Africa, arrivando in India solo nel 1507.

## Conseguenze
La VII Armata di Almeida irrobustì le posizioni portoghesi nell'Oceano Indiano, garantendo cinque capisaldi fortificati (Kilwa e Sofala in Africa; Anjediva, Cannanore e Kochi in India) e creandovi di fatto un nuovo stato portoghese. In generale, era stata una spedizione di successo. Furono eretti tre nuovi forti, abbattuti un paio di potenziali nemici (Kilwa e Mombasa) e le flotte di ritorno riportarono ingenti carichi di spezie. L'operato di Almeida generò però contraccolpi già 1506, quando emersero seri problemi a Cannanore, Anjediva, Sofala e Kilwa. Il confronto con il Sultano mamelucco fu invece rimandato sino al 1509, quando Almeida li sconfisse nella battaglia di Diu.

### Esplicative
1. ↑  Le lettere del sultano mamelucco al Papa sono trascritte nella Chronica di Damião de Góis come la replica di re Manuele I del Portogallo al Papa (giugno 1505). V.si Barros, Dec. I, Lib. 8, c. 2
2. ↑  Barros, p. 195 non cita i nomi nella lista e ne produce qualcuno successivamente. Riporta 22 navi e 20 capitani, dimenticandosi di Felipe Rodrigues ed omettendo Pêro de Anaia dalla lista principale salvo indicarlo capitano dello squadrone per Sofala. Modifica inoltre i nomi riportati: Ruy Freire de Andrade è "Ruy Freire", Fernão Bermudez è "Bermum Dias, fidalgo castelhano", Francisco de Sá è "Fernando Deça de Campo Maior", Lucas da Fonseca è "d'Affonseca", "Lopo de Deos", Gonçalo Vaz de Goes è "de Boes".
3. ↑  Barros, p. 195 elenca 22 navi e 20 capitani: Anaia è uno degli illustri omessi. Barros non menziona l'incidente e si limita a riportare che Anai partì dopo l'Armata con il suo Squadrone diretto a Sofala.
4. ↑  Barros, p. 196 non menziona Pacanha, limitandosi a riportare che il II Squadrone era comandato da Sebastião de Sousa, capitanato dalla Concepção.
5. ↑  I cronisti, es. Góis, p. 157, riportano il nome della baia kenyota di Sant'Elena.
6. ↑  Nobiluomo per la prima volta in mare, João Homem è famoso per aver ordinato di gettare sul ponte aglio e cipolle per aiutarsi a distinguere le indicazioni dell'astrolabio da quelle del portolano: i suoi ordini erano "all'aglio" o "alle cipolle" con significato similiare all'odierno "luce verde" e "luce rossa".
7. ↑  L'origine del nome è degno di nota, dato che Almeida aveva abbandonato l'Ordine di San Giacomo della Spada quello stesso gennaio ma dato che la conquista di Kilwa avvenne il giorno di Giacomo il Maggiore (25 luglio), ciò lo spinse a dedicare al santo la fondazione, come riportato da Barros
8. ↑  Theal 1907, p. 251 riporta (come altri cronisti) che Almeida rilasciò però un totale di 800 persone catturate a riprova di un suo approccio molto più magnanimo rispetto alla brutalità di altri ammiragli portoghesi quali invece Gama e Albuquerque.
9. ↑  alt. "Cincatora" o "Cintacola", è descritta da Barbosa, p. 78 come un porto fortificato alla foce del fiume "Agali" (prob. il fiume Kali del Karnataka, poco più a nord di Anjediva). Conseguentemente, Cincatora è stata solitamente identificata quale sito dell'attuale Sadashivgad. Comunque, Cunha 1875, p. 304 la colloca a sud, ad Ankola, confermando quindi Varthema, p. 120 che riporta Cintacora come vassallo di Bhatkal
10. ↑  Barros, II.351 chiama l'erede "Nambeadora" ma al tempo della Battaglia di Kochi (1504) lo riporta come "Candagora". Nei commenti sull'incoronazione, Barros riporta l'esistenza di un non identificato ma più titolato erede al trono di Kochi diseredato perché schieratosi con lo Zamorin (forse Elcanol di Edapalli?)
11. ↑  Barros, II.360 riporta settembre; Ferguson 1907, p. 302 riporta il 19 novembre 1505.
12. ↑  Le date esatte delle partenze variano tra i cronisti: es. Castanheda riporta a partire dal 26 novembre. Riportiamo le fate definite in Ferguson 1907, p. 295
13. ↑  Barros, II.359 La costa occidentale del Madagascar fu avvistata per primo da Diogo Dias nel 1500; Correia, p. 418 sostiene che la "rotta esterna" di ritorno dall'India sia stata corsa già da Diogo Fernandes Pereira nel 1503 ma l'avvistamento di Soares della costa occidentale è il primo ampiamente confermato.

### Bibliografiche
1. ↑  (EN) Houtsma MT [et al.] (a cura di), E.J. Brill's first encyclopaedia of Islam 1913–1936, BRILL, 1993,  p. 720ff.
2. 1 2  Subrahmanyam 1997, p. 55.
3. ↑  Logan 1887, p. 312.
4. ↑  Cunha 1875, p. 301.
5. ↑  Cameron 1973, p. 19.
6. ↑  Ferguson 1907, pp. 290-91.
7. 1 2 3  Lach 1965, pp. 108-109.
8. ↑  Franz Hümmerich: Die erste deutsche Handelsfahrt nach Indien 1922
9. ↑  (EN) Parry JH, The European Renaissance: Selected Documents, Londra, Macmillan, 1968,  p. 24.
10. ↑  Godinho 1963, p. 58.
11. ↑  Góis, II.150-151.
12. ↑  Castello Branco 2006, p. 60.
13. ↑  Ferguson 1907, p. 288.
14. ↑  Quintella 1939-1940, p. 285.
15. ↑  Barros, p. 195.
16. ↑  Barros, p. 197.
17. ↑  Góis, p. 157.
18. ↑  Theal 1907, p. 248ff.
19. ↑  Theal 1907, p. 247.
20. ↑  Theal 1907, p. 248.
21. ↑  Varthema, pp. 121-22.
22. ↑  Ferguson 1907, p. 302.
23. ↑  Góis, p. 150.
24. ↑  Barros, II. 344-345.
25. ↑  Logan 1887, pp. 312-313.
26. ↑  Barros, p. 350.
27. ↑  Castanheda, II.70.
28. ↑  Barros, II.366.

### Fonti primarie
- (PT) Albuquerque L de (a cura di), Memória das Armadas que de Portugal passaram à Índia [...], facsimile celebrativo, Lisbona, Academia das Ciências, 1979  [1568].
- (PT) António de Ataíde, Codex Add. 20902, in Relação das Náos e Armadas da India com os Sucessos dellas que se puderam Saber, para Noticia e Instrucção dos Curiozos, e Amantes da Historia da India. ed. in (PT) Maldonado MH (a cura di), Relação das Náos e Armadas da India com os Sucessos dellas que se puderam Saber, para Noticia e Instrucção dos Curiozos, e Amantes da Historia da India, Biblioteca Geral da Universidade de Coimbra, 1985.
- (PT) Duarte Barbosa, O Livro de Duarte Barbosa, traduzione di Dames ML, rist., Nuova Delhi, Asian Education Services, 2005  [1518].
- (PT) João de Barros, Décadas da Ásia: Dos feitos, que os Portuguezes fizeram no descubrimento, e conquista, dos mares, e terras do Oriente, 1552-1559.
- (PT) Diogo do Couto, Décadas da Ásia: Dos feitos, que os Portuguezes fizeram no descubrimento, e conquista, dos mares, e terras do Oriente, 1602-1645.
- (PT) Fernão Lopes de Castanheda, História do descobrimento e conquista da Índia pelos portugueses, 1833  [1551-1560].
- (PT) Gaspar Correia, Lendas da Índia, Lisbona, Academia Real das Sciencias, 1858-64  [1550].
- (PT) Damião de Góis, Crónica do Felicissimo Rei D. Manuel, 1566–67.
- (LA) Girolamo Osorio, De rebus Emmanuelis, traduzione di Gibbs J, Londra, Millar, 1752  [1586].
- Ludovico de Varthema, Itinerario de Ludouico de Varthema Bolognese, traduzione di Jones JW, Londra, Halykut Society, 1863  [1510].

### Fonti secondarie
- (PT) Campos JM, D. Francisco de Almeida, 1° vice-rei da Índia, Lisbona, Editorial da Marinha, 1947.
- (PT) Castello-Branco TMS de, Na Rota da Pimenta, Lisbona, Presenza, 2006.
- (EN) Cunha JG da, An Historical and Archaeological Sketch of the Island of Angediva, in Journal of the Bombay Branch of the Royal Asiatic Society, vol. 11, 1875,  pp. 288-310.
- (EN) Dames ML, "Introduzione e note", 1918. in Barbosa
- (PT) Danvers FC, The Portuguese in India, being a history of the rise and decline of their eastern empire, Londra, Allen, 1894.
- (PT) Ferguson D, The Discovery of Ceylon by the Portuguese in 1506, in Journal of the Ceylon Branch of the Royal Asiatic Society, vol. 19, n. 59, 1907,  pp. 284-400.
- (PT) Godinho VM, Os Descobrimentos ea economia mundial, 2ª ed., Lisbona, Presença Editoriale, 1984  [1963].
- (EN) Lach DF, Asia in the Making of Europe: Vol. 1 – the century of discovery, University of Chicago Press, 1994  [1963].
- (EN) Logan W, Malabar Manual, rist., Nuova Delhi, Asian Education Services, 2004  [1887].
- (EN) Mathew KS, Indian Naval Encounters with the Portuguese: Strengths and weaknesses, in Kurup (a cura di), India's Naval Traditions, Nuova Delhi, Northern Book Centre, 1997.
- (EN) Newitt MD, A History of Mozambique, Indiana University Press, 1995.
- (PT) Pedroso SJ, Resumo historico ácerca da antiga India Portugueza, Lisbona, Castro Irmão, 1881.
- (PT) Quintella IdC, Annaes da Marinha Portugueza, vol. 2, Lisbona, Academia Real das Sciencias, 1839–40.
- (EN) Subrahmanyam S, The Career and Legend of Vasco da Gama, Cambridge University Press, 1997.
- (EN) Theal GM, Records of South-eastern Africa collected in various libraries & archive departments in Europe – Volume 2, Londra, Clowes per Gov of Cape Colony, 1898.
- (EN) Theal GM, The Beginning of South African History, Londra, 1902.
- (EN) Theal GM, History and Ethnography of Africa South of the Zambesi – Vol. I, The Portuguese in South Africa from 1505 to 1700, Londra, Sonneschein, 1907.
- (EN) Whiteway RS, The Rise of Portuguese Power in India, 1497-1550, Westminster, Constable, 1899.